# Leucozona brunetti
Leucozona brunetti är en tvåvingeart som beskrevs av Ghorpade 1994. Leucozona brunetti ingår i släktet lyktblomflugor, och familjen blomflugor. Inga underarter finns listade i Catalogue of Life.